# Moatize

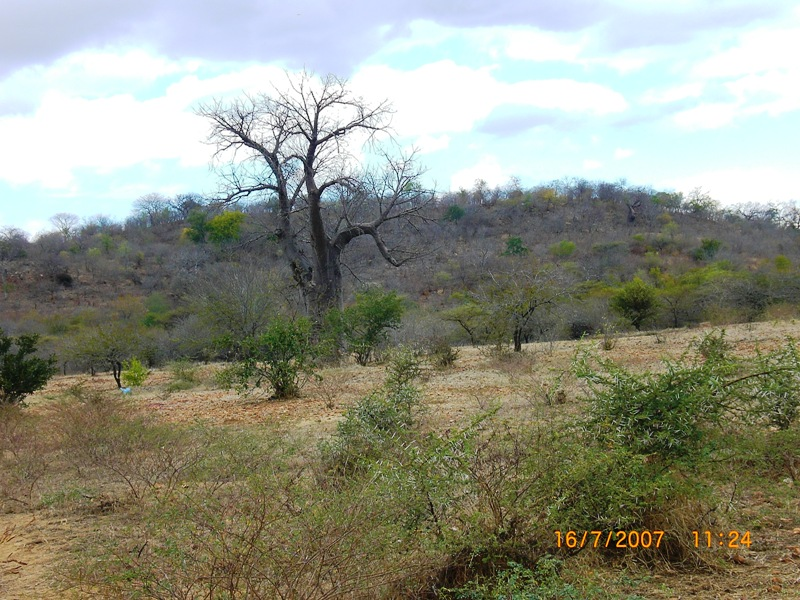
Bacia Carbonífera de Moatize i Teteprovinsen

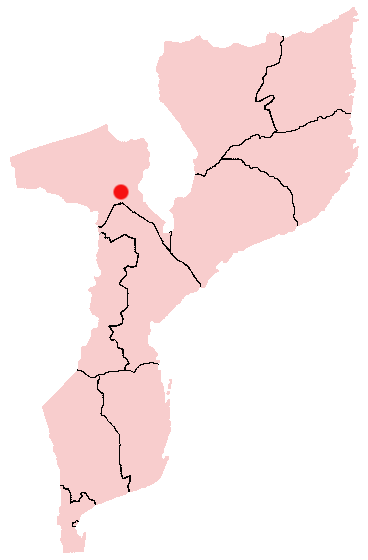
Moatizes läge i Moçambique.

Moatize är en stad i västra Moçambique, belägen ett par mil nordost om staden Tete. Den var tidigare ett eget distrikt inom provinsen (Moatize-Vila), men distriktet Moatize omfattar idag områden utanför själva staden. Folkmängden uppgick till 39 073 vid folkräkningen 2007. Moatize är ett centrum för kolbrytning. 